# Groepsrisico
Het groepsrisico is een concept uit de normen voor Externe Veiligheid. Het is (in enge zin) de kans per jaar dat een groep personen van een bepaalde grootte (bijvoorbeeld 10, 100 of 1000 personen) tegelijk slachtoffer wordt van een ongeval. Dit kan gaan om een lek van gevaarlijke stoffen of schade door een mechanisch toestel. Het groepsrisico is daarmee een maat voor de maatschappelijke ontwrichting die ontstaat door een ongeval. 
Het groepsrisico wordt weergegeven in een curve waarin het aantal personen op de x-as is afgezet tegen de kans per jaar op (tegelijk) overlijden op de y-as. Tegenwoordig wordt het begrip groepsrisico vaak ruimer beschreven, door ook kwalitatieve aspecten erbij te betrekken, waaronder de mogelijkheden voor de hulpverlening.
Groepsrisico is een begrip in de Nederlandse wet- en regelgeving dat is geïntroduceerd in het Besluit externe veiligheid inrichtingen (Bevi) en de Circulaire Risiconormering vervoer gevaarlijke stoffen, en zal worden opgenomen in het Besluit transportroutes externe veiligheid (Btev) en het Besluit externe veiligheid buisleidingen (Bevb). Samen met haar evenknie plaatsgebonden risico beschrijft het groepsrisico de mate van externe veiligheid van aanwezigen rondom een risicovolle activiteit. 

## Verantwoordingsplicht van het groepsrisico
De artikelen 12 en 13 van het Bevi zien erop toe dat het bevoegd gezag bij besluiten waarop het Bevi van toepassing is verantwoording aflegt over het groepsrisico. Deze 'verantwoordingsplicht' is in vergelijkbare vorm (zij het minder dwingend) opgenomen in de Circulaire risiconormering vervoer gevaarlijke stoffen. Bij deze verantwoordingsplicht dient het bevoegd gezag de omvang van het groepsrisico, de zelfredzaamheid van aanwezigen, de bestrijdbaarheid en mogelijkheden voor de hulpverlening, en eventuele maatregelen om het groepsrisico te verlagen af te wegen tegen de maatschappelijke nut en noodzaak van het besluit. Bij deze verantwoordingsplicht dient het bevoegd gezag de regionale brandweer te betrekken.